# Jestrai Records
Jestrai Records è un'etichetta indipendente nata nel 2002 dall'iniziativa di Mariateresa Regazzoni, madre di Alberto e Luca Ferrari dei Verdena, che l'anno precedente aveva creato la Jestrai Edizioni come editore dei testi del gruppo.
Fra le prime produzioni troviamo gruppi emergenti come Fiub e Love in Elevator. Cura anche il booking dei gruppi promuovendo concerti. Nel 2001 vede la luce la prima data del JestraiRock che, dopo poco, diventa un vero e proprio festival itinerante, un appuntamento ricorrente nato con lo scopo di dare visibilità e poter ascoltare dal vivo gruppi ancora sconosciuti, affiancando la loro esibizione a quella di gruppi già noti. Bambole di Pezza, Bugo, Extrema, Giardini di Mirò, Marta sui Tubi, Mercury Rev, Moltheni, One Dimensional Man, Jennifer Gentle, Super Elastic Buble Plastic, Tre allegri Ragazzi Morti, Ulan Bator, Verdena e molti altri, condividono il palco con talenti in erba.
Oltre a Fiub e Love in Elevator, produce il cantautore Dente, scoperto per caso in un piccolo locale di Fidenza. Dai JestaiRock nascono anche altre collaborazioni con relative produzioni discografiche: Adharma, Coffee Orchestral, Cora, Gea, Herself, Lana, Lecrevisse, Karnea... Diventa poi l'etichetta di Ulan Bator, storico gruppo già sulla scena da anni che per Jestrai esce con Rodeo Massacre e Ulaan Baatar.
A Settembre del 2013, Jestrai fonda la sotto etichetta Factum Est Records dedicata a produzioni più sperimentali rispetto alla casa madre.